# 正规族
在数学中，特别是应用于复分析，一个正规族（normal family）是连续函数的一个预紧族。非正式地讲，这意味着这一族中的函数不能扩展得太广；它们以一种相对“紧致”地方式集中在一起。理解函数空间中的紧子集是有广泛意义的，因为它们通常自然是无穷维的。
更正式地，定义在某个完备度量空间 X 上取值于另一个完备度量空间 Y 的连续函数 f 的一个集合（有时称为族） F 称为正规的，如果 F 中每个函数序列包含一个子序列紧收敛到一个从 X 到 Y 的连续函数。

## 复分析
这个定义经常在复分析中用于全纯函数空间。此时变为全纯函数的一个序列，紧收敛到一个全纯函数。所以可以将 X 换成复平面上一个区域，Y 为复平面自己，将连续换成全纯，得到的定义是用于复分析中的版本。
这里另一个常用的空间是亚纯函数空间。这与全纯类似，但收敛不是使用标准的度量而是使用球面度量。这就是如果 d 是球面度量，则要使
{\displaystyle f_{n}(z)\to f(z)}
紧收敛，意味着
{\displaystyle d\left(f_{n}(z),f(z)\right)\,}
在任意紧子集上一致收敛到 0。

## 名称
保罗·蒙泰尔于1912年发明了术语“正规族”。
注意到这是一个经典定义，尽管很常用，但与现代的名称不一致。在现代语言中，我们在连续（全纯）函数空间上可给定一个度量，在紧子集上相应的收敛，则可以说在这样一个度量空间中的“函数预紧集合”而不是说“连续（全纯）函数的正规族”。这增加了一般性，但使用起来变麻烦了，因为需要定义上面提到的度量。

## 脚注
1. ↑  Reinhold Remmert, Leslie Kay. . Springer. 1998: 154  [2009-03-01]. （原始内容存档于2012-10-23）.